# Litopus scutellaris
Litopus scutellaris är en skalbaggsart som beskrevs av Louis Burgeon 1931. Litopus scutellaris ingår i släktet Litopus och familjen långhorningar. Inga underarter finns listade i Catalogue of Life.